# New Jersey sound
Le New Jersey sound ou Jersey sound est un genre musical de house ayant émergé de Newark, dans le New Jersey, au début des années 1980. Il s'agit d'un type de deep house et de garage house qui met l'accent sur les voix soul influencées par l'héritage gospel de Newark.

## Histoire
Le New Jersey sound émerge dans les années 1980. Des endroits comme le Club Zanzibar à Newark, dans le New Jersey, où le DJ Tony Humphries a commencé sa résidence en 1982, ont contribué à « donner naissance à un sous-genre de la deep house, parfois brut mais toujours empreint d'âme et de gospel », connu sous le nom de Jersey sound,. Outre le terme « New Jersey house », il existe d'autres noms pour le genre : « Au Royaume-Uni, pour des raisons assez insondables, on l'a appelé garage music (d'après le Paradise Garage de New York), tandis qu'à New Jersey, on l'appelait simplement club (ou peut-être de façon plus pertinente, Jersey sound). » Parmi les chanteuses de Newark qui ont été remixées par le DJ de house Larry Levan, citons Gwen Guthrie (Ain't Nothin' Goin on But the Rent) et Taana Gardner (Heartbeat).
En 1992, le groupe Aly-Us du comté d'Union sort son tube deep house Follow Me. Le label et magasin de house d'Abigail Adams, Movin' Records, dans la ville voisine de Newark, East Orange, a également contribué au Jersey sound.
La scène des clubs de Jersey a également donné naissance à la culture du bal dans les hôtels et les boîtes de nuit de Newark. La « reine de la house » Crystal Waters et d'autres sommités de la house se sont produites sur la scène de Newark. DJ Kerri Chandler, un autre DJ de Zanzibar, est un autre pionnier de la variété Jersey sound de la house. Des artistes de Jersey comme Jomanda ont connu le succès sur la scène de la house au début des années 1990. Certains disent que « lorsque New York s'est mis au rap [pendant cette période], le Jersey est resté dans le club, à cause de Zanzibar. »

## Festivals
Des événements estivaux annuels comme le Roselle House Music Festival dans le parc Warinanco,, le Trenton House Music Festival, le Weequahic Park House Music Festival, le Plainfield House Music Festival dans le parc Cedar Brook et le Lincoln Park Music Festival attirent les familles et les amateurs de house, également connus sous le nom de househeads, qui se consacrent au son classique des années 1980 dans le Jersey.